# Ľubochňa (stacja kolejowa)
Ľubochňa – czynna stacja kolejowa znajdująca się we wsi Ľubochňa w kraju żylińskim na linii kolejowej nr 180 na Słowacji.